# Optași-Măgura
Optași-Măgura è un comune della Romania di 1 243 abitanti, ubicato nel distretto di Olt, nella regione storica della Muntenia. 
Nel 2003 il villaggio di Vitănești si è staccato dal comune di Optași-Măgura per andare a formare il comune di Sârbii-Măgura.